# Acacia speckii
Acacia speckii é uma espécie de leguminosa do gênero Acacia, pertencente à família Fabaceae.